# Elke Weckeiser

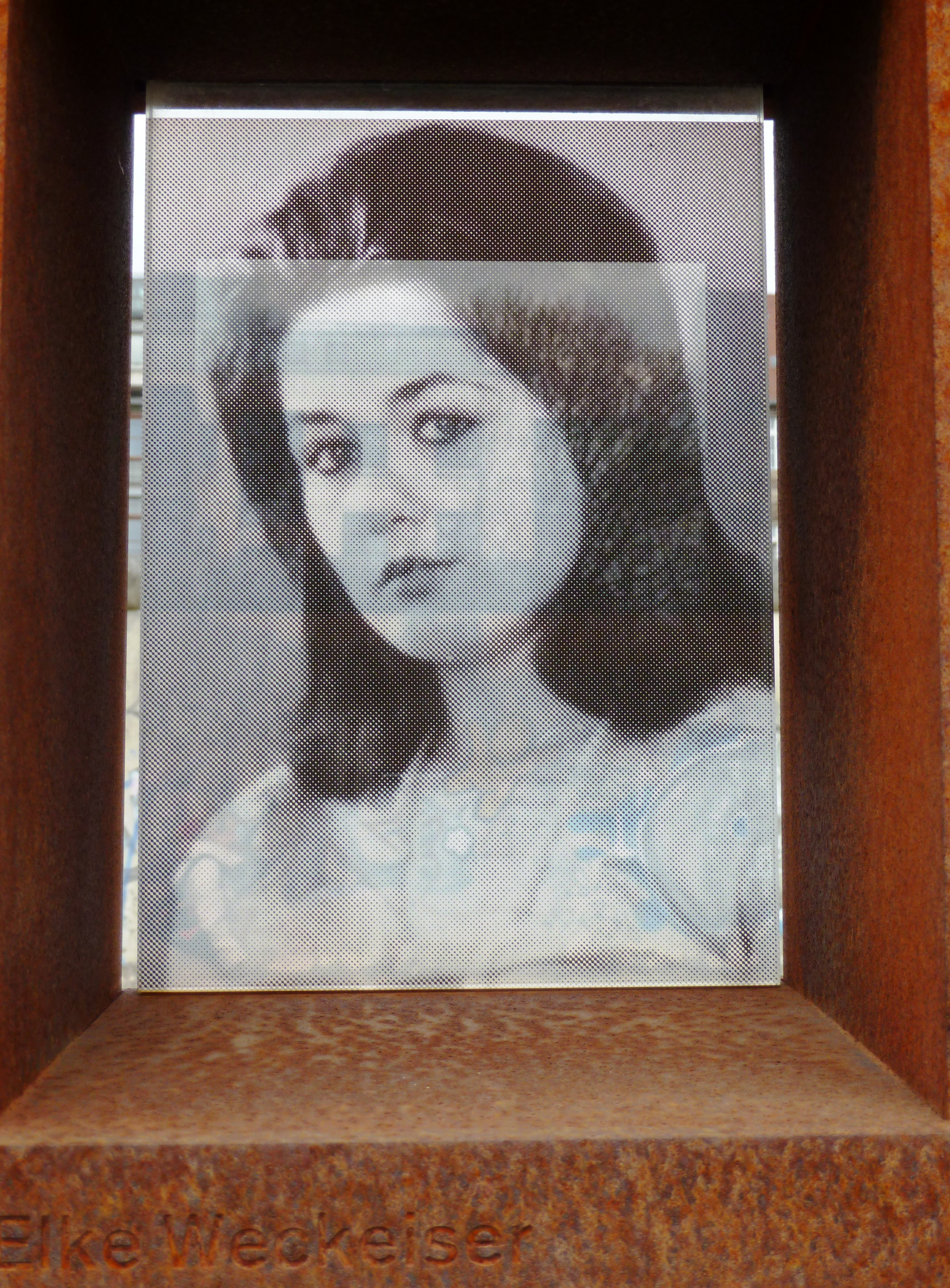
Elke Weckeiser

Elke Weckeiser z.d. Möbis (ur. 31 października 1945, zm. 18 lutego 1968 w Berlinie) – ofiara śmiertelna Muru Berlińskiego zastrzelona przez żołnierzy wojsk granicznych NRD podczas próby ucieczki do Berlina Zachodniego.

## Życiorys i okoliczności śmierci
Po ukończeniu szkoły Elke Möbis rozpoczęła szkolenie do zawodu pracownicy przemysłu odzieżowego. Ostatecznie znalazła zatrudnienie jako pomoc kuchenna w stołówce zakładów przemysłowych w Fürstenwalde. W wieku 20 lat poznała tam będącego krótko po rozwodzie Dietera Weckeisera, którego poślubiła pod koniec listopada 1966 r. Przybyły kilka lat wcześniej z RFN i niezadowolony ze swojego położenia mężczyzna często wyjawiał życzenie powrotu w rodzinne strony, w związku z czym 18 lutego 1968 r. para zdecydowała się na próbę ucieczki do Berlina Zachodniego. Wybierając jako miejsce tejże leżące naprzeciwko budynku Reichstagu nabrzeże Sprewy w okręgu Berlin-Mitte uciekinierzy podjęli próbę sforsowania usytuowanych na nabrzeżu umocnień, chcąc następnie przepłynąć częściowo zamarzniętą rzekę wpław. Próbując pokonać około godziny 23:00 płot drutu kolczastego para została zauważona przez pełniących służbę na pobliskiej wieżyczce żołnierzy wojsk granicznych, którzy nie oddając jakiegokolwiek strzału ostrzegawczego otworzyli ogień bezpośrednio w kierunku uciekających. Spośród 17 oddanych strzałów dwa trafiły Elke Weckeiser w klatkę piersiową i udo, jej mąż Dieter otrzymał postrzał w głowę. Rannych zabrano do szpitala Krankenhaus der Volkspolizei, gdzie Elke Weckeiser zmarła jeszcze tego samego dnia, operowany doraźnie jej mąż Dieter zmarł z kolei dzień później.
Okoliczności śmierci małżonków zostały umiejętnie zatuszowane przez bezpiekę. Według jednej z oficjalnych wersji Stasi para zginąć miała w śmiertelnym wypadku w skradzionym samochodzie. Podczas gdy Dietera Weckeisera pochowano we wschodnioberlińskim okręgu Treptow, urnę z prochami Elke Weckeiser złożono 7 maja 1968 r. w miejscu pochówku jej matki na cmentarzu w Fürstenwalde. Na przyrodniej siostrze ofiary wymuszony został brak uczestnictwa w oficjalnych uroczystościach pogrzebowych oraz zakaz opublikowania prasowego nekrologu. Reżim NRD nagrodził natomiast strzelających do uciekinierów żołnierzy, którzy oprócz stosownych pochwał otrzymali także Medale za przykładną służbę graniczną. Po zjednoczeniu Niemiec śledztwo w sprawie wszczęła prokuratura państwowa wnosząc oskarżenie przeciwko sprawcy śmiertelnego postrzału, który na mocy wyroku sądowego skazany został na karę 21 miesięcy pozbawienia wolności w zawieszeniu, uniewinniono natomiast bezpośredniego przełożonego tegoż.

## Literatura
- Hans-Hermann Hertle, Maria Nooke: Die Todesopfer an der Berliner Mauer 1961 – 1989 : ein biographisches Handbuch / hrsg. vom Zentrum für Zeithistorische Forschung Potsdam und der Stiftung Berliner Mauer. Links, Berlin 2009, ISBN 978-3-86153-517-1.